# Tipula (Schummelia) yerburyi
Tipula (Schummelia) yerburyi is een tweevleugelige uit de familie langpootmuggen (Tipulidae). De soort komt voor in het Palearctisch gebied.